# Pardonne Kaliba Mulanga
Pardonne Kaliba Mulanga, né le 30 mai 1958 à Makala et mort à Kinshasa le 18 juillet 2024, est un homme politique de la République démocratique du Congo. Il est originaire du Sud Kivu et a été élu député de la circonscription de Fizi. En février 2007, il est nommé ministre de la Jeunesse, des sports et des loisirs dans le gouvernement du Premier ministre Antoine Gizenga.
Avant sa nomination au sein du gouvernement, Pardonne Kaliba Mulanga fut ministre du Développement rural. Avant cela, il a été l’un des délégués de l’entité Maï-Maï lors du dialogue intercongolais en Afrique du Sud.
C’est un membre du Parti des Patriotes Résistants Maï-Maï (PRM) dont il est président national.